# Шаліфер
Шаліфе́р (фр. Chalifert) — муніципалітет у Франції, у регіоні Іль-де-Франс, департамент Сена і Марна. Населення — 1482 особи (01.01.2021).
Муніципалітет розташований на відстані близько 31 км на схід від Парижа, 40 км на північ від Мелена.

## Історія

### Передісторія
Археологічні розкопки передусім проводилися на території Високого Замку — місцевості, що знаходиться на півночі Шаліферта, на території комуни Жаблен. Місце було виявлено під час розкопок, що проводились перед будівництвом лінії міжкоридорних ТГВ. На місці Високого Замку було виявлено неолітичну шахту кремнію, що стала об'єктом першої в Франції великомасштабної розкопки. Більше 1000 споруд були виявлені, а 58 колодязів повністю досліджені. Результати досліджень, проведених багатопрофільною командою, представлені в книзі, яка присвячена цьому об'єкту. Вона є першою в серії "Археологія та великі роботи", створеної в рамках "Документів французької археології", і значною мірою профінансована організаторами цих будівельних робіт у сільській та міській місцевості. Окрім того, цей об'єкт був розглянутий в контексті регіонального середовища та порівняний з іншими подібними місцями у Франції та Європі.
Цей об'єкт занесено до реєстру історичних пам'яток. Охоронна зона охоплює південну частину Жаблен та північ Шаліферта.

### Середньовіччя
У Середньовіччя комуна згадується в документі від 1182 року. Він був виданий канцеляріяю Філіпа Августа і містить печатку короля. Документ підтверджує угоду між абатами монастиря Святого Маглора та монастиря Мармутьєр, де останні передавали першим пріорат Святого Якова Шаліферта (який довго писався без "т"), церкву в Шомоні та будинок у Версалі, в обмін на їх церкву в Леоні.

### Новий час
Після Гая Шаліферта в початку XIV століття до сеньйора Шаліферта прийшов Жан Шаліферт. Цей рід змінився в кінці XV століття родом Гранже. На місці Грамп'єр була сеньйорія та феодальний замок, який в XVII столітті належав Гастону де Гріу, раднику короля. Феодальний замок був побудований на висотах Шаліферта. Остання вежа з бойовими вежами, увінчана обсерваторією, зникла в XIX столітті. Це були основи цієї вежі, які служили стіною для підтримки ґрунтів пагорба. Родина Піньяр править Шаліфертом з перших років XVI століття.
У 1600 році Веспасіан Гранже був капітаном п'ятдесяти важких озброєних людей, бальї Ме, сеньйором Монсо та Жаблен. Він отримав сеньйорію в результаті шлюбу з дочкою Гая Піньяра. Він мав сина, який успадкував його землі та обов'язки, Ніколя Гранже, та доньку, яку він одружив з Анрі Базеном, віконтом Фресне, бальї Соассона. Покритий боргами, Ніколя Гранже продав землю Шаліферта в 1672 році графу де Фурсі, сеньйору Шессі. З того часу і до Великої французької революції сеньйори Шессі також ставали сеньйорами Шаліферта: родини Шастенет де Пюсегур, Жозеф Міко д'Арвелей та Лабор де Меревіль.
В кінці XVII століття лише 1400 квінталів пшениці проходили через ринок Ме, оскільки він страждав від конкуренції з портами Жаблен, Трільбарду, Шаліферта, Ланьї-сюр-Марн, Нуазієль, Анне-сюр-Марн, Фресне, що дозволяли фермерам продавати безпосередньо в Париж, замість того, щоб постачати Ме.
У 1776 році у комуни було 105 вогнищ і 260 комунікантів. У 1789 році вона належала до генерального виборчого округу Парижа.
Шаліферт був підпорядкований звичаєвому праву Парижа. Церква Шаліферта, яку ми бачимо сьогодні, була побудована в значній мірі за кошти Жозефа Міко д'Арвелея, сеньйора Шессі та Шаліферта. Вона має лише одну неф, але її хор оточений двома боковими нефами. Внутрішнє оздоблення церкви включає дерев'яне оздоблення XVIII століття.

## Демографія
Динаміка населення (Cassini 
```
і INSEE
[
5
]
 
·
 
[
6
]
 ):
```

Розподіл населення за віком та статтю (2006):
| Стать | Всього | До 15 років | 15-24 | 25-44 | 45-64 | 65-85 | Понад 85 |
| --- | ------ | ----------- | ----- | ----- | ----- | ----- | -------- |
| Чоловіки | 588    | 124         | 100   | 172   | 140   | 52    | 0        |
| Жінки | 584    | 112         | 104   | 160   | 168   | 40    | 0        |
| \| Статево-вікова піраміда \| Статево-вікова піраміда \| Статево-вікова піраміда \| \| ----------------------- \| ----------------------- \| ----------------------- \| \| Чоловіки \| Вік \| Жінки \| \| 0 \| 85 + \| 0 \| \| 8 \| 80-84 \| 8 \| \| 12 \| 75-79 \| 12 \| \| 8 \| 70-74 \| 12 \| \| 24 \| 65-69 \| 8 \| \| 20 \| 60-64 \| 28 \| \| 28 \| 55-59 \| 16 \| \| 36 \| 50-54 \| 52 \| \| 56 \| 45-49 \| 72 \| \| 56 \| 40-44 \| 64 \| \| 56 \| 35-39 \| 40 \| \| 36 \| 30-34 \| 36 \| \| 24 \| 25-29 \| 20 \| \| 44 \| 20-24 \| 56 \| \| 56 \| 15-20 \| 48 \| \| 40 \| 10-14 \| 44 \| \| 40 \| 5-9 \| 32 \| \| 44 \| 0-4 \| 36 \| |        |             |       |       |       |       |          |
| Статево-вікова піраміда |        |             |       |       |       |       |          |
| Чоловіки | Вік    | Жінки       |       |       |       |       |          |
| 0 | 85 +   | 0           |       |       |       |       |          |
| 8 | 80-84  | 8           |       |       |       |       |          |
| 12 | 75-79  | 12          |       |       |       |       |          |
| 8 | 70-74  | 12          |       |       |       |       |          |
| 24 | 65-69  | 8           |       |       |       |       |          |
| 20 | 60-64  | 28          |       |       |       |       |          |
| 28 | 55-59  | 16          |       |       |       |       |          |
| 36 | 50-54  | 52          |       |       |       |       |          |
| 56 | 45-49  | 72          |       |       |       |       |          |
| 56 | 40-44  | 64          |       |       |       |       |          |
| 56 | 35-39  | 40          |       |       |       |       |          |
| 36 | 30-34  | 36          |       |       |       |       |          |
| 24 | 25-29  | 20          |       |       |       |       |          |
| 44 | 20-24  | 56          |       |       |       |       |          |
| 56 | 15-20  | 48          |       |       |       |       |          |
| 40 | 10-14  | 44          |       |       |       |       |          |
| 40 | 5-9    | 32          |       |       |       |       |          |
| 44 | 0-4    | 36          |       |       |       |       |          |

## Економіка
2010 року серед 839 осіб працездатного віку (15—64 років) 643 були активними, 196 — неактивними (показник активності 76,6%, у 1999 році було 74,4%). З 643 активних мешканців працювало 598 осіб (326 чоловіків та 272 жінки), безробітними було 45 (18 чоловіків та 27 жінок). Серед 196 неактивних 89 осіб було учнями чи студентами, 50 — пенсіонерами, 57 були неактивними з інших причин.

У 2010 році в муніципалітеті числилось 436 оподаткованих домогосподарств, у яких проживали 1157,5 особи, медіана доходів виносила 25 589 євро на одного особоспоживача